# Vernon Ashton Hobart Sturdee
Sir Vernon Ashton Hobart Sturdee, avstralski general in vojaški ataše, * 16. april 1890, † 25. maj 1966.
Njegova strica sta bila tudi v vojaški službi: admiral flote Doveton Sturdee in polkovnik Charles Merrett.